# Calathus gregarius
Calathus gregarius är en skalbaggsart som beskrevs av Thomas Say 1823. Calathus gregarius ingår i släktet Calathus och familjen jordlöpare. Inga underarter finns listade i Catalogue of Life.